# Llengua de bou (bolet)
|  | Aquest article tracta sobre Hydnum repandum, una espècie de bolet anomenada llengua de bou . Vegeu-ne altres significats a « llengua de bou (desambiguació)». |

La llengua de bou(Hydnum repandum) és un fong basidiomicot de l'ordre de les cantarel·lals i de la família de les hidnàcies. És l'espècie tipus del gènere Hydnum i de tots els bolets anomenats popularment com a llengües de bou. L'himeni, la capa fèrtil del bolet, cobreix la superfície d'una munió d'agulletes que pengen del revers del barret. Els bolets són de barret sec, carn blanca que s'engruna amb facilitat i superfície de color groc al bru ataronjat pàl·lid. Creix en tota mena de sòls, da manera simbiòtica formant micorrizes ja sigui amb planifolis com coníferes. És comestible però, en envellir, els bolets esdevenen cada cop més amargs.

## Etimologia i noms populars
Hydnum, del grec ὔδνον, hýdnon, una mena de tubercle; repandum, del llatí repandus, indicant el barret de marge replegat.
Es tracta d'una espècie que, pel fet de tenir característiques diferencials molt clares (agulletes del revers), té nombrosos noms populars. Tots ells s'han aplicat per anomenar la resta d'espècies del gènere. Les més corrents són agulles, agulletes, bolet d'agulles, picornell pelut, picornell de pi, llemenera, llémena i llengua bovina.

## Taxonomia
Descrita per primera vegada per Carl Linnaeus l'any 1753', va ser sancionada pel micòleg suec Elias Fries el 1821.
El micòleg nord-americà Ronald H. Petersen (1977)', el proposà com a lectotipus del gènere Hydnum.
Niskanen et al (2018) designa com a lectotipus de l'espècie la imatge de Sowerby (1799) i com epitipus material plegat a Finlàndia en una pineda de pi roig amb roures.
Estudis moleculars recentshan permès redefinir i delimitar el concepte d'aquesta espècie.

## Iconografia
Sowerby (1799). Coloured Figures of English Fungi or Mushrooms, second volume: t. 176

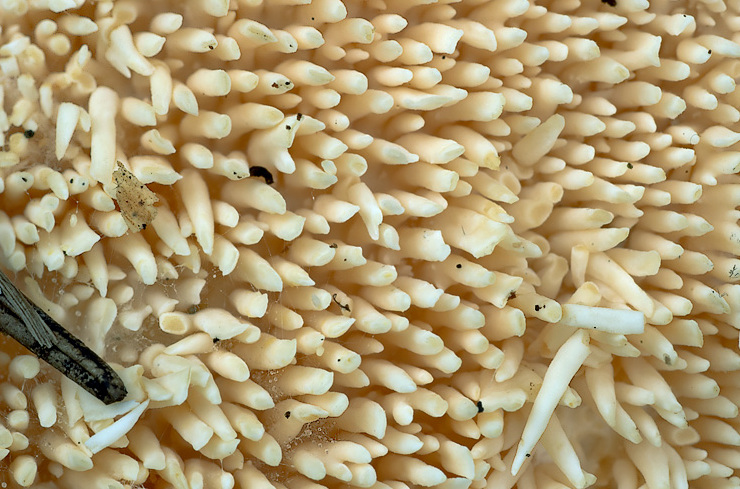
Detall de les agulletes del revers de la llengua de bou (Hydnum repandum)

Niskanen et al. (2018): pag. 898 Fig 4 A i B, Fig 5 A

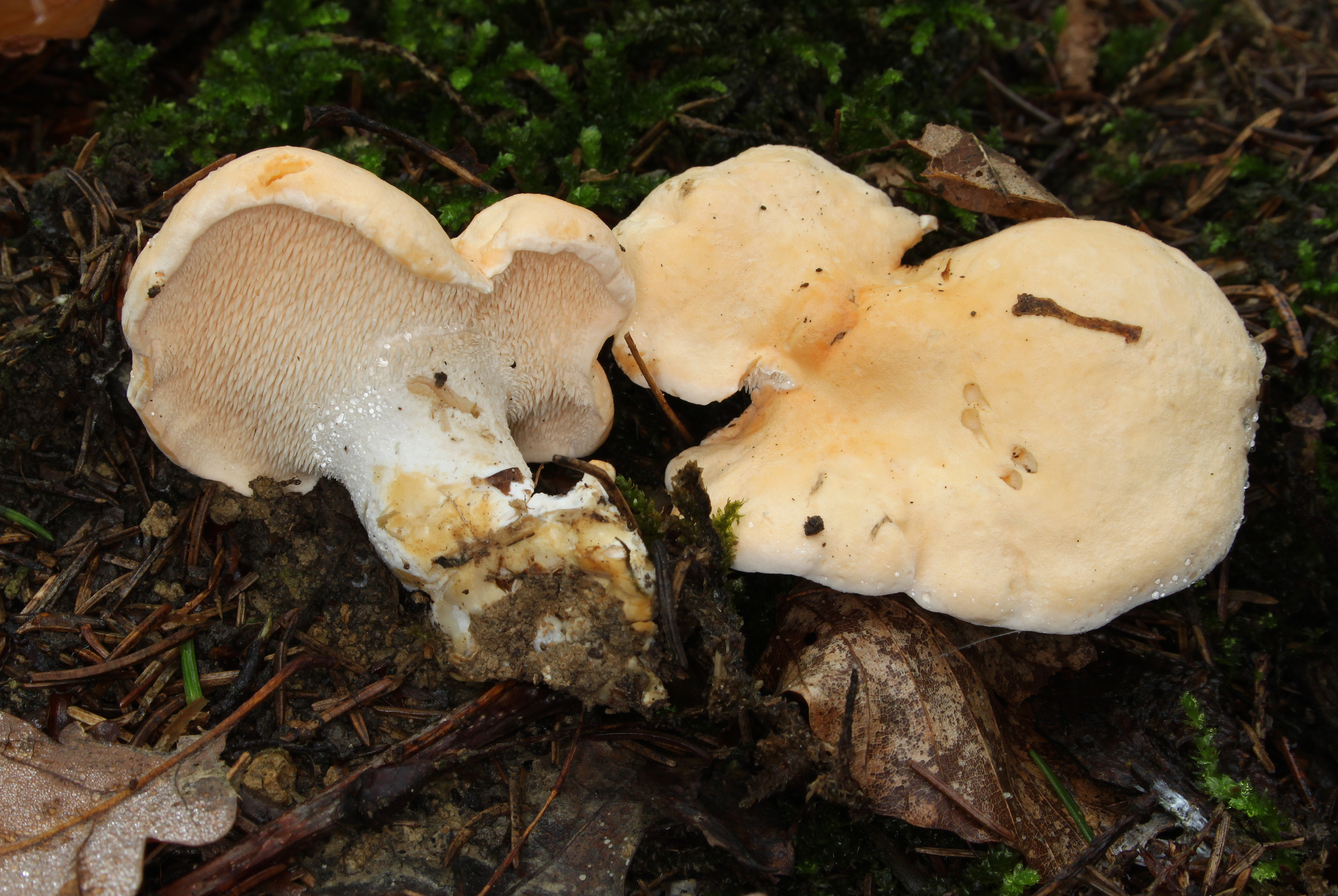
Anvers i revers de la llengua de bou (Hydnum repandum)

Marchand A. (1973). Champignons du Nord et du Midi: 181; 170

## Descripció
Bolet de mig a gran, carnós; barret de 40-110 mm de diàmetre; convex de jove, estès i aplanat en madurar, de marge quelcom involut; superfície seca, de molt pàl·lida a crema, camussa o ocraci ataronjat pàl·lid. Existeix una forma gairebé completament blanca, la llengua de bou esblanqueïda (Hydnum repandum var. album) 
Agulletes pàl·lides, més clares que el barret; de decurrents a gairebé decurrents, rarament no decurrents; fràgils, trencadisses; de secció circular; denses, agudes.
Cama curta, de 35–60 mm longitud, 7–14 mm de diàmetre a la part superior; de cilíndrica a lleugerament clavada; sovint excèntrica; blanca en el jove, bru ocraci pàl·lida en madurar o el frec.
Carn trencadissa, que fa difícil collir el bolet sencer; blanca, que es torna groga i posteriorment ataronjada en estar en contacte amb l'aire; compacta i no sol corcar-se; olor és fruitada, lleugerament amargant al tast
Basidiòspores de 7.0–8.5 × 6.2–7.5 μm; Q = 1.08–1.25; subgloboses; llises, de parets primes i hialines (translúcides)

## Hàbitat
Des de l'estiu fins a finals de tardor; preferentment en sòls silicis; des de l'estatge subalpí dels Pirineus al litoral; solitari o en grups, sovint nombrosos, en tota mena de boscos, tant de planifolis com de coníferes..

## Distribució
Àmpliament distribuïda a Europa i assenyalada com una espècie comuna. S'ha citat de Xina però les dades resultants de les anàlisis filogenètiques condueixen a considerar que són cites errònies i que H. repandum només es coneix d'Europa.

## Conservació
Catalogada com de risc mínim. No hi ha grans amenaces globals per a aquesta espècie. Tanmateix, s'informa que les poblacions marginals disminueixen, probablement a causa de la deposició de nitrogen i les situacions forestals deteriorades. En certs països europeus (Països Baixos , Bèlgica i Alemanya) s'ha catalogat en les Llistes vermelles com una espècie vulnerable.

## Espècies semblants
La llengua de bou (Hydnum repandum) és una espècie caracteritzada per formar basidiomes carnosos, grans, de barrets color crema a ocre ataronjats, agulletes de decurrents a quelcom decurrents i basidiòspores de subgloboses a elongades. A Amèrica del Nord és substituïda per H. neorepandum i a Japó per H. repando-orientale.
En els mateixos hàbitats surt la llengua de bou vermellosa (Hydnum rufescens), d'un barret de diàmetre menor (5-8 cm), cama engruixida (de fins 20 mm de diàmetre) i de tons vermell ataronjats. Molt propera a la llengua de bou vermellosa hi ha la llengua de bou esvelta (Hydnum ellipsosporum) , que es diferencia per la forma i la longitud de les seves espores (el·lipsoides i de 9–11 x 6–7,5 μm).També és de barret menor la llengua de bou de llombrígol (Hydnum umbilicatum) que es caracteritza per tenir un barret amb un enfonsament o depressió central i espores més grans i més el·líptiques. Amb barrets encara més reduïts (de fins a 5 cm de diàmetre), de tons més pàl·lids, bru ataronjats o ocracis, les agulletes no decurrents i la cama més esvelta que les anteriors (fins a 10 mm de diàmetre) podem trobar la llengua de bou petita (Hydnum ovoideisporum) i la llengua de bou ocràcia (Hydnum vesterholtii). La primera creix en alzinars o carrascars de la regió mediterrània mentre la segona ho fa en tota mena de boscos des de l'estatge subalpí al montà i submontà, la superfície del barret zonada i, sovint, umbilicada.
La llengua de bou gran (Hydnum magnorufescens) creix en boscos de Quercus sobre sòl calcari i formant cossos fructífers de barrets de tons crema ocracis però ben aviat groc ataronjats a la manipulació i al frec, grans (30–55 (70) mm de diàmetre) i d'agulletes no decurrents.
En sòls calcaris i en pinedes de pi blanc, en els mateixos llocs on surt la llenega (Hygrophorus latitabundus), es pot trobar la llengua de bou blanca (Hydnum pallidum), totalment blanca i menys amargant.

## Comestibilitat
És un bon comestible, amb un gust dolç i de nou quan és jove i amb una textura cruixent. En envellir, recomanen que s'escaldi una bona estona ja que així perd l'amargantor de la carn, hi ha qui aconsella afegir sucre a l'aigua. Especialment indicat per guisats, car absorbeix líquids i agafa el gust dels altres ingredients. Manté la textura ferma un cop cuit pel que tolera perfectament la congelació, l'escabetx i la conserva al natural.
És valorat pels boletaires pel fet de ser un bolet que no es cuca i de no tenir bolets semblants que siguin tòxics. Just acabats de collir, recomanen fer servir un pinzell o brotxa per, delicadament, netejar el barret i la cama. D'aquesta manera s'evita que restes de sòl quedin retingudes entre les agulletes.
Els estudis sobre contaminació radioactiva de bolets comestibles demostren que la llengua de bou és un dels majors acumuladors de cesi-137 (Cs-137)